# ديفيد ماكميلان
ديفيد ماكميلان (بالإنجليزية: David McMillan)‏ (14 ديسمبر 1988 في جمهورية أيرلندا - ) هو لاعب كرة قدم أيرلندي في مركز الهجوم. شارك مع منتخب جمهورية أيرلندا تحت 23 سنة لكرة القدم ‏. أما مع النوادي، فقد لعب مع باتريك أتلتيك ونادي دوندالك ونادي سليغو روفرز ونادي كلية جامعة دبلن وOlympic FC ‏.

## وصلات خارجية
- ديفيد ماكميلان على موقع الاتحاد الأوربي (الإنجليزية)
- ديفيد ماكميلان على موقع قاعدة بيانات كرة القدم.إي يو (الإنجليزية)
- ديفيد ماكميلان على موقع Soccerway.com (الإنجليزية)
- ديفيد ماكميلان على موقع عالم كرة القدم.نت (الإنجليزية)
- ديفيد ماكميلان على موقع AS.com (الإسبانية)